# Font de Crestatx (vella)
La font de Crestatx (vella) és una font situada a prop de la possessió de Crestatx i prop de l'Oratori de Santa Margalida, al municipi de sa Pobla de Mallorca. Té un origen romà i de tipologia qanat amb 6 pous de ventilació sobre un recorregut d'uns 350 m des de la boca on es converteix en soterrada fins a l'ullal.
Des de la sortida de l'aigua hom troba primer de tot un safareig just devora les cases de la possessió de Crestatx. El safareig mesura uns 10 x 8 m de superfície per uns 1,5 m d'alt. Aquí arriba una canal de 0,70 x 1,30 m que va per damunt d'una gruixuda paret de pedra. A uns 20 m hi ha una caseta amb un sistema de comportes accionat amb uns engranatges. La canal segueix en direcció nord-est i perdent alçada fins a arribar a un portell entre finques on va enterrada, després va destapada uns pocs metres fins a la boca de la mina soterrada. La mina, al tram inicial, està excavada a cel obert i després tapada amb pedra en sec, mantenint les parets verticals de morter hidràulic i en terra corbada pel pas de l'aigua. La resta dels 350 m no és accessible fàcilment. Al final hi ha un clot vertical, l'ullal, amb uns graons primer de pedra i després de ferro totalment trencats.